# 石川旺
石川 旺（いしかわ さかえ、1943年 - ）は、日本の社会学者、上智大学文学部名誉教授。専門は社会学（コミュニケーション論、放送論）。
父石川達三は、第一回芥川賞を受賞した昭和期のベストセラー作家。

## 経歴
- 早稲田大学政治経済学部卒業。ミシガン州立大学大学院コミュニケーション学部修士課程修了。
- 1970年よりNHK放送文化研究所研究員。1987年から同主任研究員。
- 同所退職後、1992年より2009年まで上智大学文学部新聞学科教授。
- 2000年、上智大学大学院にて新聞学博士号を取得。
- 大磯自主セミナー代表

## 主な著書
- "Quality Assessment of Television" Author and Editor, John Libbey Media/University of Luton Press, 1996 ISBN 1860205070
- 『市民社会とメディア』（共著、リベルタ出版、2000年）ISBN 4947637633
- 『放送評価の枠組みにおける制度評価-評価軸としての地域多源性の検討』湘南ジャーナル社　2000年 ISBN 4-921216-11-8
- 『パロティングが招く危機: メディアが培養する世論』（リベルタ出版、2004年）ISBN 4947637897
- 『公正中立がメディアを殺す』(共著　大月書店　2016年)　ISBN 978-4-272-79043-2